# Hibbertia dilatata
Hibbertia dilatata är en tvåhjärtbladig växtart som först beskrevs av George Bentham, och fick sitt nu gällande namn av J.W.Horn. Hibbertia dilatata ingår i släktet Hibbertia och familjen Dilleniaceae. Inga underarter finns listade i Catalogue of Life.